# Janolus chilensis
Janolus chilensis is een slakkensoort uit de familie van de Janolidae. De wetenschappelijke naam van de soort werd in 1997 gepubliceerd door M.A. Fischer, Cervera & Ortea.